# Thanatus rayi
Thanatus rayi är en spindelart som beskrevs av Simon 1875. Thanatus rayi ingår i släktet Thanatus och familjen snabblöparspindlar. Inga underarter finns listade i Catalogue of Life.